# Berwinkel (Michelbach an der Bilz)
Berwinkel ist eine Wüstung der Gemarkung Michelbach an der Bilz  im Landkreis Schwäbisch Hall, Baden-Württemberg. Sie befindet sich im Wald Forstebene südöstlich von Michelbach. Die Ortschaft ist vor 1420 abgegangen.